# Римни
Вижте пояснителната страница за други значения на Римни.
Ръ̀мни (на английски: Rhymney; на уелски: Rhymni) е град в Южен Уелс, графство Карфили. Разположен е около река Ръмни на около 25 km на север от централната част на столицата Кардиф. Има жп гара. Основан е през 1802 г. Населението му е 7011 жители според данни от преброяването през 2001 г.